# Канингхам (Канзас)
Канингхам (енгл. Cunningham) град је у америчкој савезној држави Канзас.

## Демографија
По попису из 2010. године број становника је 454, што је 60 (-11,7%) становника мање него 2000. године.
| Група             | 2000.       | 2010.       |
| Белци             | 502 (97,7%) | 442 (97,4%) |
| Афроамериканци    | 3 (0,6%)    | 2 (0,4%)    |
| Азијати           | 1 (0,2%)    | 0 (0,0%)    |
| Хиспаноамериканци | 4 (0,8%)    | 4 (0,9%)    |
| Укупно            | 514         | 454         |